# Material Sanctuary
Material Sanctuary è il secondo album in studio del gruppo musicale progressive metal Veni Domine, pubblicato nel 1994.

## Tracce
1. The Meeting – 8:41
2. Ecclesiastes – 9:30
3. Material Sanctuary – 7:20
4. Ritual of the Sinner – 7:27
5. The Mass – 5:29
6. Behold the Signs – 8:14
7. Wrath of the Lion – 6:49
8. Beyond the Doom – 10:00
9. Baroque Moderne – 2:02

## Formazione
- Fredrik Ohlsson - voce e chitarra
- Torbjörn Weinesjö - chitarra
- Magnus Thorman - basso
- Thomas Weinesjö - batteria